# Äggröran 6
Äggröran 6 är den sjätte skivan i en serie av samlingsskivor med mestadels svenska punkband. Skivorna släpps av Ägg Tapes & Records.

## Låtlista
1. Kneget - Fitta Fat Handgranat
2. Finska Rycket - Tuna-94
3. Svintask - Jag Hatar Tylösand
4. Tippler - Säffle By Night
5. Clockwork Crew - Smack Smack
6. Tristess - Negativ
7. Pir 59 - Kladdig Mustasch
8. Praetorian Platoon - Genom Cirkelns Kraft
9. Punkrock Allstars - En för alla, alla för en
10. Köttgrottorna - Alla tittar på
11. Idiot - Köp Mig
12. Red Warszawa - Metadonmix Fra Maribo
13. Vrävarna - Uppblåsbara Gummidjur
14. Tekla Knös - Jag är med er
15. Malte X - Alkohol
16. Mäbe - Sånt du ville se
17. Kongelige Raever - Trist som faen
18. Frost - Kalla mig för Gud
19. MID - Du lever bara en gång
20. Skandera - Jävligt illa
21. Deciböllene - Loff er best med Frö
22. Iguana Party - Kristi Brud
23. Eak - Mörker
24. Christ Album - Slav
25. Avgång 77 - Slå mig hårt
26. Perkele (Oi!band) - Du fattar ingenting
27. Kort Stubin - Utan Kontroll
28. Drånkers - Käftsmäll City
29. Hata Katten - Uppånerlåten
30. Brutal Kuk - Samme Gamle
31. Snutjävel - Småstadsterror
32. Raptor - Jag vill bara hångla